# ارنجی
آرنجی (به لاتین: Aranji) یک منطقهٔ مسکونی در افغانستان است که در ولایت بلخ واقع شده‌است.